# Fontaine-lavoir du Déo
Le lavoir dit Fontaine du Déo est une fontaine-lavoir située à Mauvages dans le département de la Meuse.
Le lavoir, la statue, les sculptures, murs et sols font l’objet d’un classement au titre des monuments historiques depuis 1988.

## Histoire
Au cours de la première moitié du XIXe siècle une grande vague d’hygiénisation touche les campagnes meusiennes et nombre de villages rivalisent d'ambition et d'originalité dans la construction de fontaines et de lavoirs. Mauvages en possède une dizaine.
Lors d'une seconde vague est édifiée la fontaine-lavoir dite « fontaine du Déo ». De plan demi-circulaire, c'est une réalisation de l'architecte barisien Théodore Oudet, en 1831.
En parallèle une autre vague ayant touché le pays, celle de l'égyptomanie, stimulée à la fois par la campagne de Bonaparte en Égypte et les travaux de Champollion, architectes et ingénieurs y puisent volontiers leur inspiration. À Mauvages, Oudet se serait inspiré de deux édifices parisiens pour créer la fontaine du Déo, le péristyle de l'hôtel Beauharnais, rue de Lille, et la fontaine égyptienne de Bralle, située rue de Sèvres, en particulier pour la statue centrale dite du Déo, qui serait une copie d’Antinoüs, le jeune favori de l’empereur Hadrien représenté par un grand nombre d'œuvres d'art, par exemple au Capitole de Rome.
Au-dessus d'une corniche frappée d'un aigle royal, emblème napoléonien, l'attique de la fontaine porte cette inscription en latin : « ANNO M.D.CCC. XXXI. / SUB MALVAGIAE MAGISTRATU J : F : THOUAND : / PRO VOTIS COETUS MUNICIPALIS, UTILITATI PUBLICAE / HOC MONUMENTUM AEDIFICATUM EST ; / EX T : OUDET, ARCHIT : PREFECT : GRAPHID : »

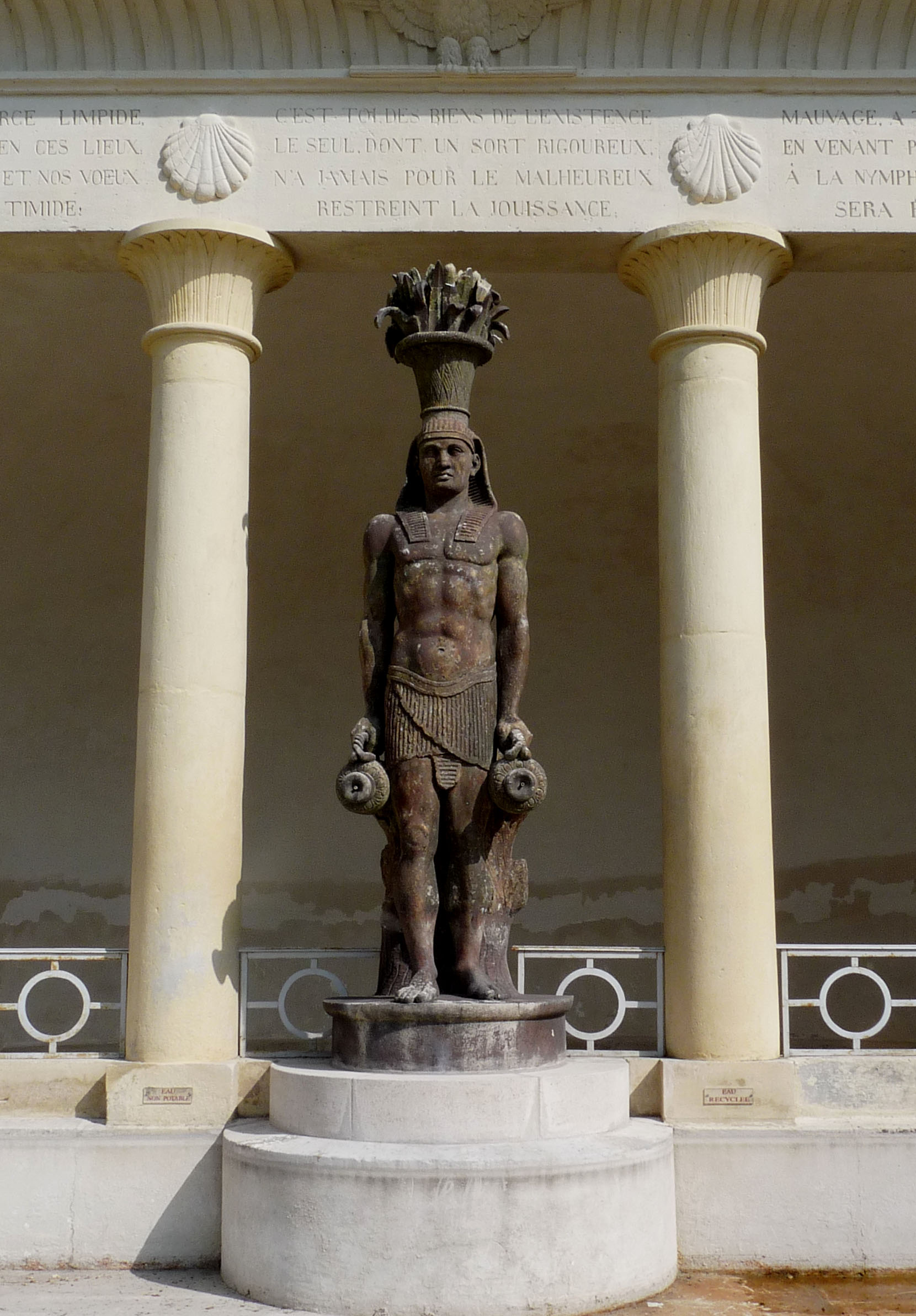
Statue centrale néo-égyptienne
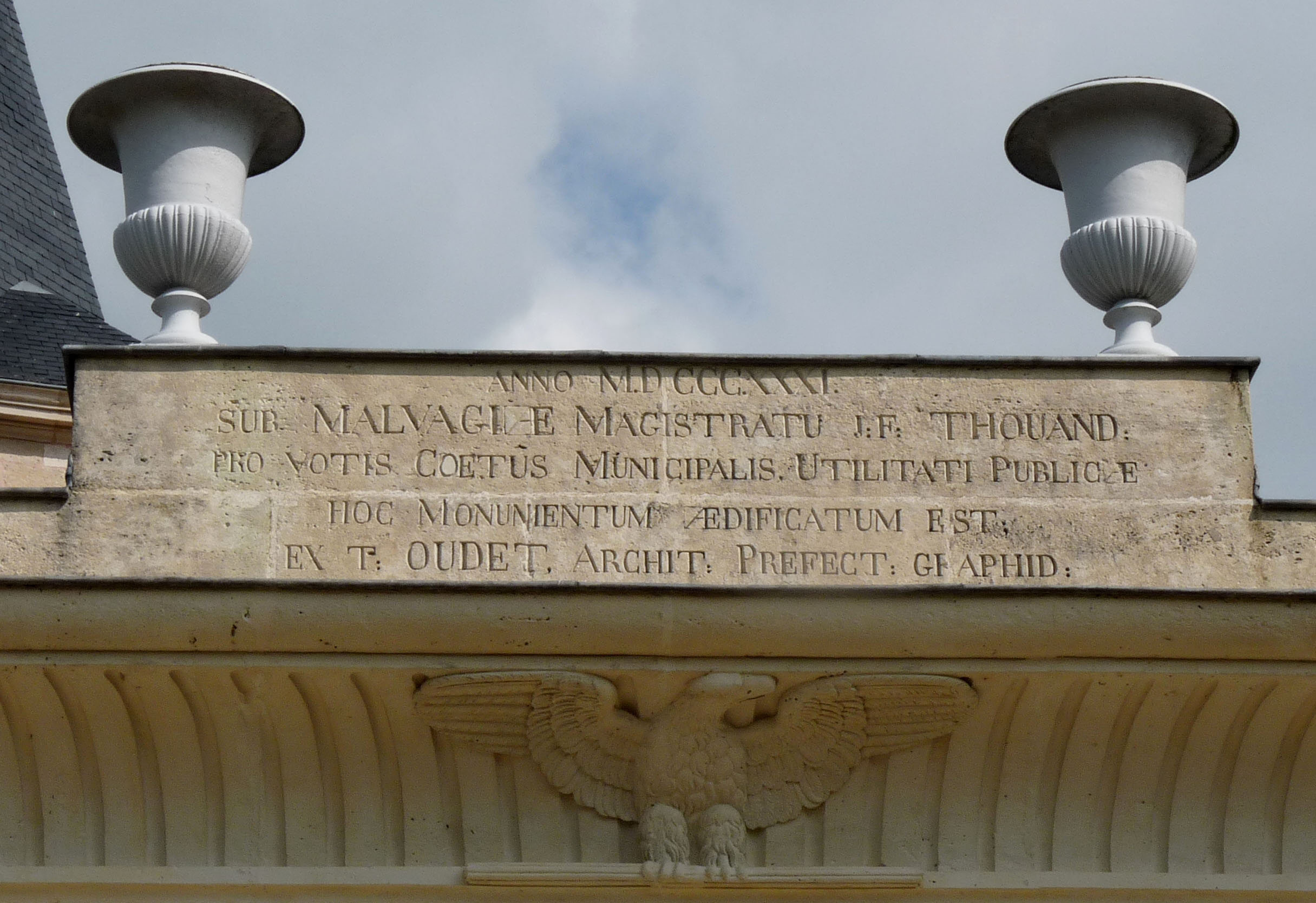
Gros-plan sur l'attique et l'aigle de la corniche

Des chapiteaux papyriformes sont surmontés de 
coquilles marines. Sur l’entablement, dans l’entrecolonnement, sont gravées trois autres inscriptions en français et en vers :« BEL ELEMENT, SOURCE LIMPIDE, / QUE L'ART CONDUISIT EN CES LIEUX / PORTE NOTRE HOMMAGE ET NOS VŒUX / VERS TA NYMPHE TIMIDE ! »
« C' EST TOI, DES BIENS DE L'EXISTENCE / LE SEUL, DONT UN SORT RIGOUREUX, / N' A JAMAIS POUR LE MALHEUREUX / RESTREINT LA JOUISSANCE ; »
« MAUVAGE, A TON EAU BIENFAISANTE / EN VENANT PUISER TOUS LES JOURS, / A LA NYMPHE DE L'HEUREUX COURS / SERA RECONNAISSANTE. »

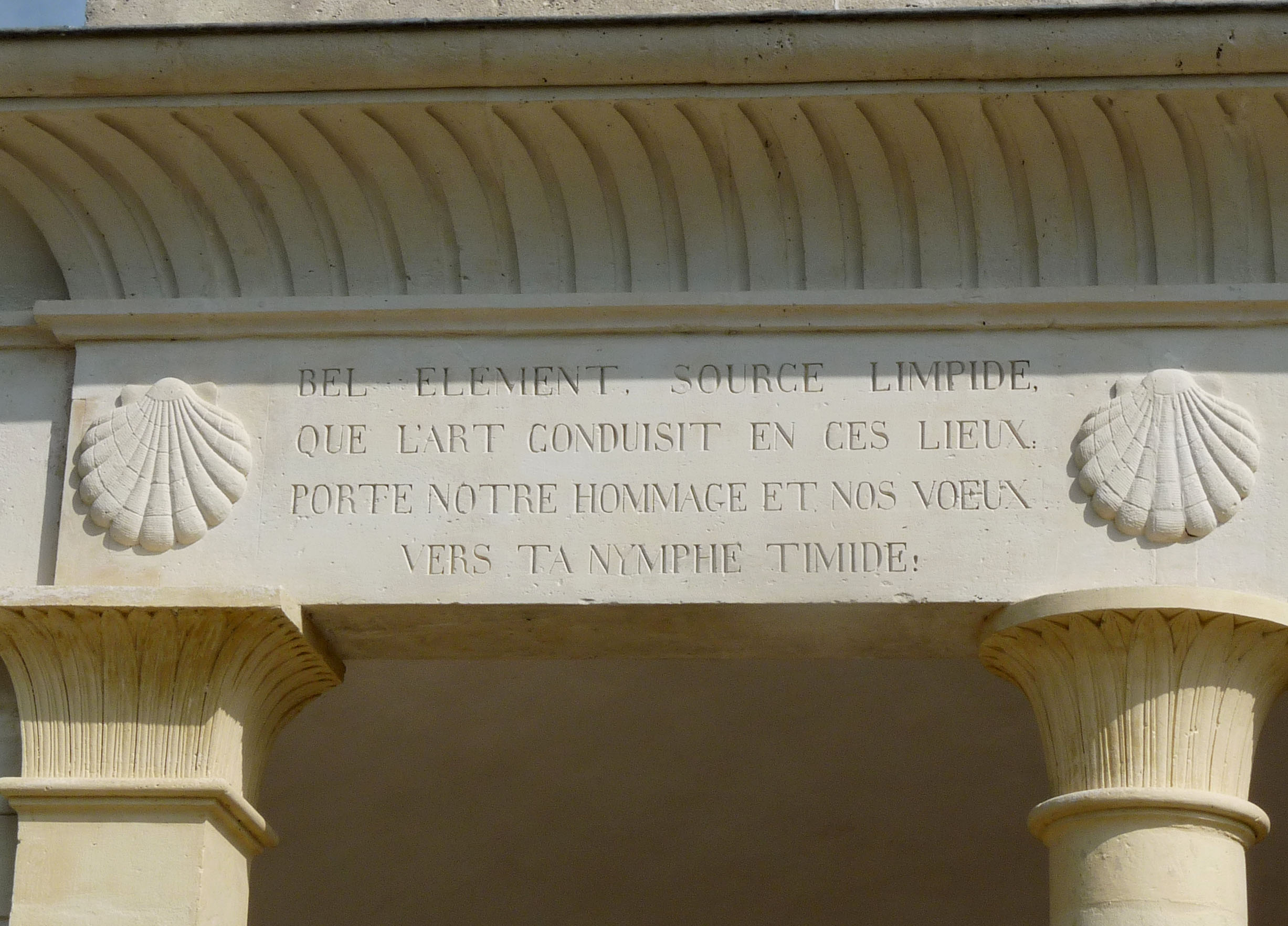
Inscription sur l'entablement (1)
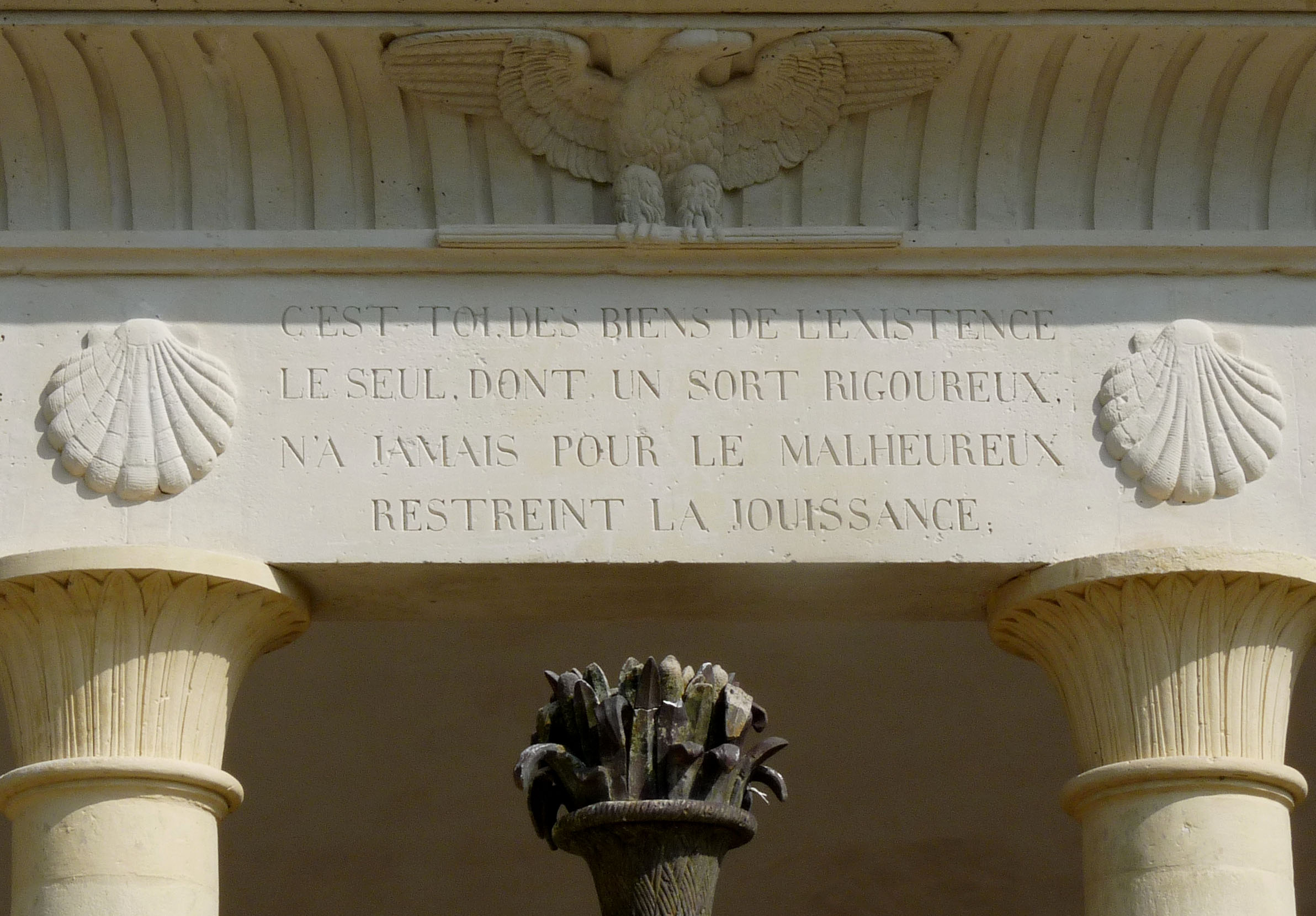
Inscription sur l'entablement (2)
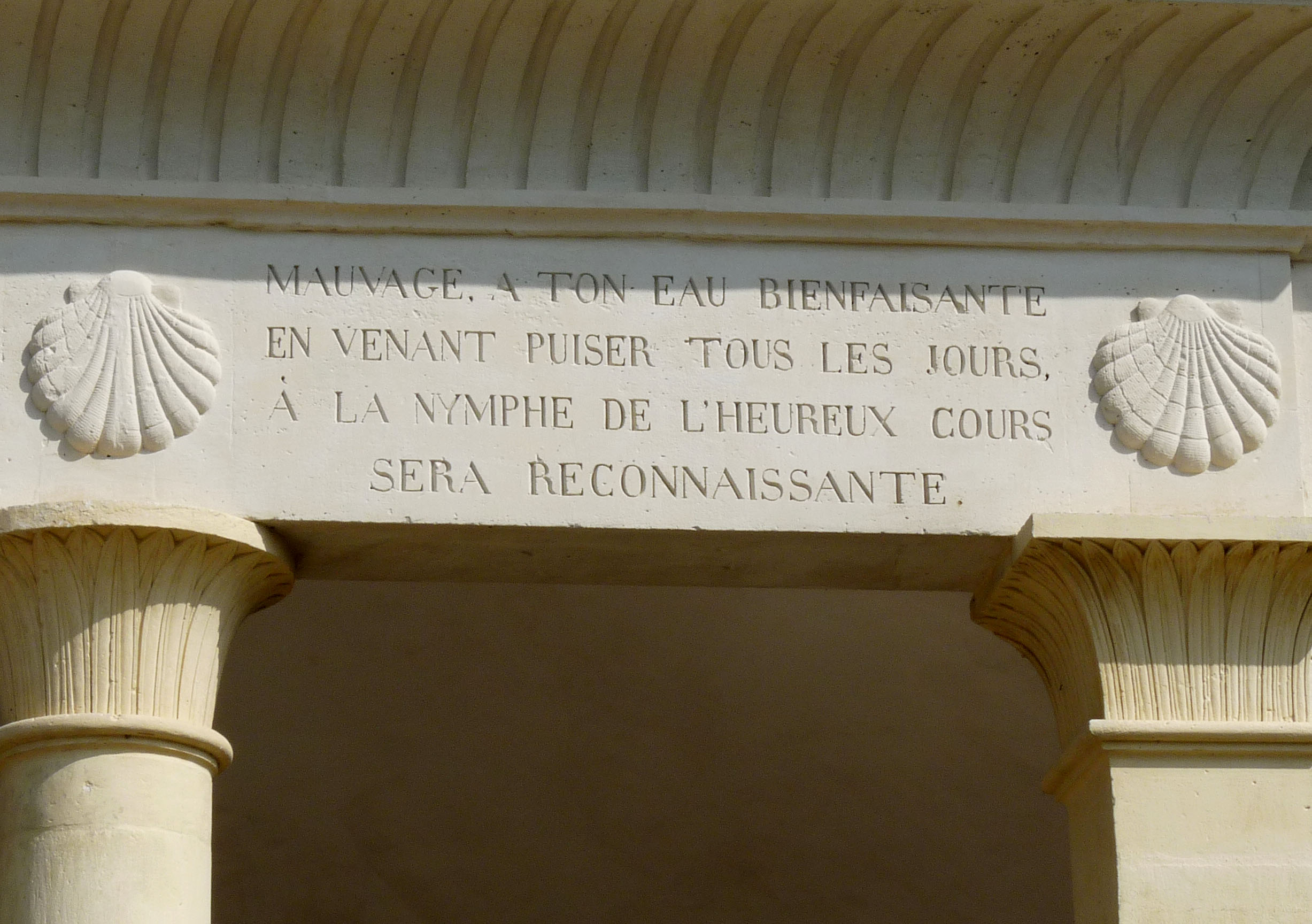
Inscription sur l'entablement (3)

Une voûte en cul-de-four vient s’adosser à la façade monumentale.
La fontaine du Déo fait l’objet d’un classement au titre des monuments historiques depuis le 2 mai 1988.

## Architecture
Le lavoir est rectangulaire et couvert dans un style néoclassique couvert par un toit en zinc. Sur les petits côtés, les ouvertures sont des arcades alors que les grands côtés présentent des travées soutenues par des piliers.